# マスレスリング

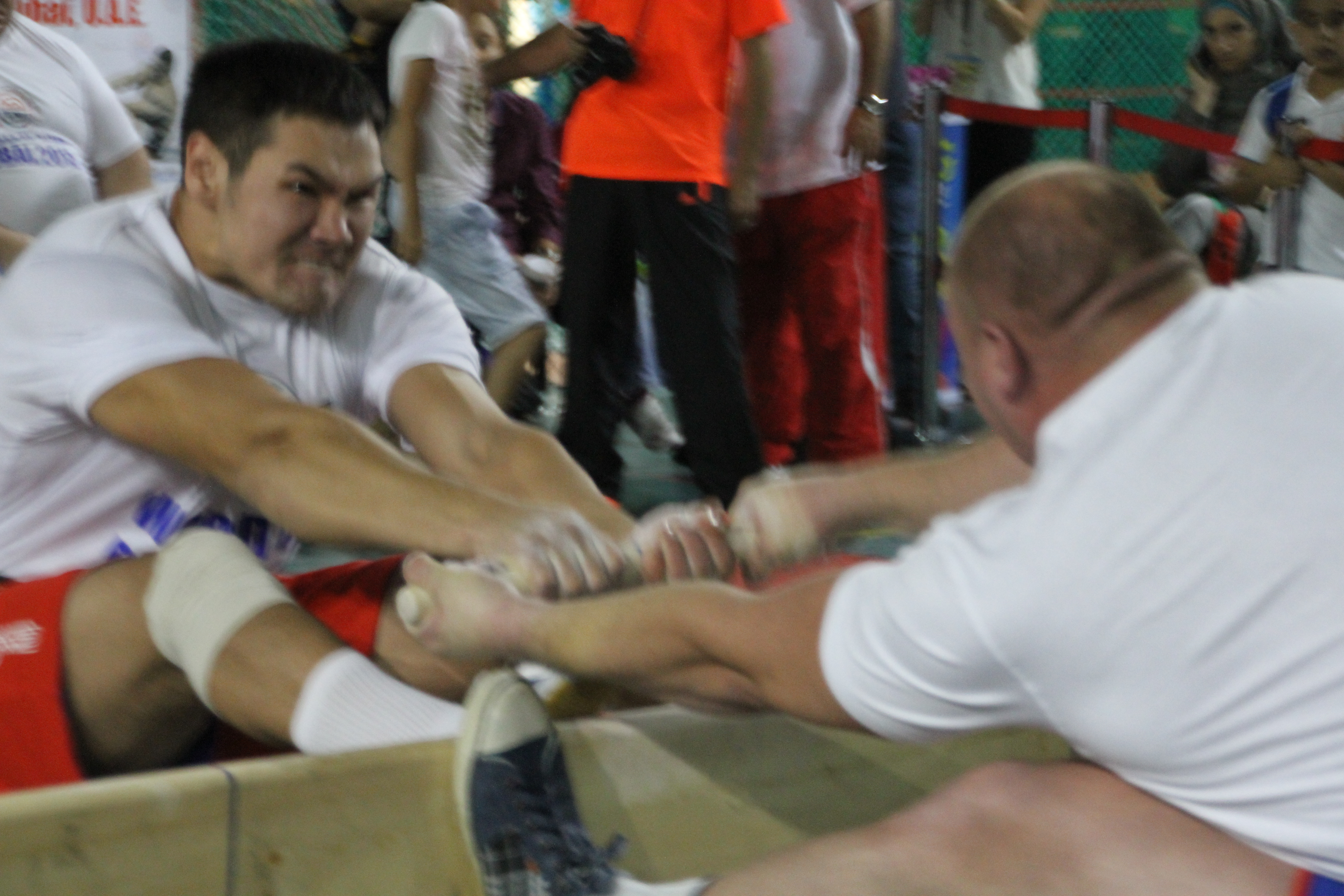
モスクワでの 2014年ロシア全国選手権。

マスレスリング （ ロシア語: Мас-рестлинг    　英：Mas-wrestling 、Russian: Мас-рестлинг）とはロシア・サハ共和国(ヤクート)発祥のスポーツ。 
北欧の船乗りなどが航海中の力比べでやっていたとも言われているスティックプル(棒引き)と類似する。
伝統的なスティック引きゲームmas tard'yhyy （мастардыhыы、 'stick tugging'）から派生したYakut ethnosportに使用される国際名。  
エスキモースティックプルを彷彿とさせ、 競技者はお互いの前に座り、競技エリアを分割するボードに足を支え、木の棒（ mas ）を引っ張って、プロップボードと平行になるようにする。 マスレスリングは、手、足、背中、腹部に大きな筋力を要求する。 

## ルール
コイントスに勝った選手は、スティックホールドの位置（最初の試合で内部または外部）を選択し、外部ホールドを選択した選手は自分の位置（左または右）を示し、それを変更する権利はない。
選手は向かい合って座り、長さ2メートル、縦30センチの板に足裏をつける。長さ50センチ、太さ33ミリの棒（マス）を両手で握り、引っ張り合う。棒を離したり、体が板を越えたりしたら負け。 
3回勝負で先に2勝した方が勝者となる。

## 歴史
船員の間で共通の遊びとして発展したため、マスレスリングの変種はアラスカと北ヨーロッパの至る所で見られる。 ゲームは19世紀を通じてその領域内では特に一般的に知られた。

## 類似競技
- エスキモーインディアンスティックプル-捕えた魚を逃がさないための握力をつけるために生み出された競技。マスレスリングとルールは変わらないが、競技エリアを分けるボードがないところ、棒が油が塗られているところが異なる。(そのため、お互いの足をつけた状態でおこなう。)主にカナダで盛んにおこなわれており、Weio(ワールドエスキモーインディアンオリンピック)の競技の一つになっている。